# Guy van Sully
Guy van Sully (Sully-sur-Loire, 13e eeuw - Bourges, 1280) was aartsbisschop van Bourges van 1276 tot 1280. 
Hij behoorde tot de adellijke familie Sully, meer bepaald de tak Blois-Champagne. Guy werd geboren op het kasteel van Sully. Zijn oom, Simon, en zijn grootoom, Hendrik, waren aartsbisschop van Bourges geweest, alsook kardinaal. 
Guy was een minderbroeder monnik in Parijs; de orde der minderbroeders was recent opgericht. In 1271 stierf zijn broer Jan, ook aartsbisschop van Bourges. Het duurde tot 1276 alvorens paus Johannes XXI Guy benoemde tot opvolger. Guy stierf in 1280.